# Tlogomojo (Batangan)
Tlogomojo is een bestuurslaag in het regentschap Pati van de provincie Midden-Java, Indonesië. Tlogomojo telt 1598 inwoners (volkstelling 2010).